# Ojczyzna Blizna
Ojczyzna Blizna – trzeci album zespołu Deuter, wydany 10 maja 2011 roku. Na albumie znalazły się utwory pochodzące z lat 80.

## Lista utworów
| Nr  | Tytuł utworu                                                   | Długość |
| --- | -------------------------------------------------------------- | ------- |
| 1.  | „40 Lecie” (utwór pochodzący z 1984 roku)                      |         |
| 2.  | „Cały świat” (utwór pochodzący z 1988 roku)                    |         |
| 3.  | „Dla mnie tutaj” (utwór pochodzący z 1982 roku)                |         |
| 4.  | „Droga wojownika” (utwór pochodzący z 1986 roku)               |         |
| 5.  | „Dziecięce uczucia” (utwór pochodzący z 1986 roku)             |         |
| 6.  | „Czy pamiętasz ten czas” (utwór pochodzący z 1988 roku)        |         |
| 7.  | „Instrukcja” (utwór pochodzący z 1988 roku)                    |         |
| 8.  | „Jak długo” (utwór pochodzący z 1986 roku)                     |         |
| 9.  | „Jeden świat” (utwór pochodzący z 1981 roku)                   |         |
| 10. | „Martyr Song” (utwór pochodzący z 1984 roku)                   |         |
| 11. | „Nie ma ciszy w bloku” (utwór pochodzący z 1988 roku)          |         |
| 12. | „Młodym hipokrytom” (utwór pochodzący z 1984 roku)             |         |
| 13. | „Jak długo” (utwór pochodzący z 1988 roku)                     |         |
| 14. | „Nigdy i w nic” (utwór pochodzący z 1981 roku)                 |         |
| 15. | „Szara masa” (utwór pochodzący z 1984 roku)                    |         |
| 16. | „Totalna destrukcja/Co za czas” (utwór pochodzący z 1986 roku) |         |
| 17. | „Tylko piosenka” (utwór pochodzący z 1988 roku)                |         |
| 18. | „Uśmiechnięte twarze” (utwór pochodzący z 1982 roku)           |         |

## Twórcy
- Paweł „Kelner” Rozwadowski – wokal, gitary (utwory: „Droga wojownika”, „Dziecięce uczucia”, „Jak długo”, „Totalna destrukcja/Co za czas”)
- Franz Dreadhunter – gitara basowa (utwory: „Instrukcja”, „Martyr Song”, „Młodym hipokrytom”, „Uśmiechnięte twarze”)
- Dariusz „Magik” Katuszewski – gitara basowa (utwory: „Jeden świat”, „Nigdy i w nic”)
- Michał Podoski – gitara basowa (utwory: „Instrukcja”, „Martyr Song”, „Młodym hipokrytom”, „Szara masa”)
- Tadeusz Kaczorowski – gitara basowa (utwory: „Cały świat”, „Droga wojownika”, „Dziecięce uczucia”, „Czy pamiętasz ten czas”, obie wersje utworu „Jak długo”, „Nie ma ciszy w bloku”, „Totalna destrukcja/Co za czas”, „Tylko piosenka”)
- Tomasz Żwirek – gitara basowa (utwory: „Dla mnie tutaj”, „Uśmiechnięte twarze”)
- „Gucio” – perkusja (utwór: „Cały świat”)
- Kamil Stoor – perkusja (utwory: „Jeden świat”, „Nigdy i w nic”)
- Marek Bedzior – perkusja (utwory: „Dla mnie tutaj”, „Uśmiechnięte twarze”)
- Piotr „Fala” Falkowski – perkusja (utwory: „Cały świat”, „Droga wojownika”, „Dziecięce uczucia”, „Czy pamiętasz ten czas”, obie wersje utworu „Jak długo”, „Nie ma ciszy w bloku”, „Totalna destrukcja/Co za czas”, „Tylko piosenka”)
- Piotr Dubiel – gitara (utwory: „40 Lecie”, „Dla mnie tutaj”, „Instrukcja”, „Jeden świat”, „Martyr Song”, „Młodym hipokrytom”, „Nigdy i w nic”, „Szara masa”, „Uśmiechnięte twarze”)
- Robert Sadowski – gitara (utwory: „Cały świat”, „Czy pamiętasz ten czas”, „Nie ma ciszy w bloku”, „Jak długo” z 1988 roku, „Tylko piosenka”)
- Jarosław „Gruszka” Ptasiński – perkusja (utwory: „Dla mnie tutaj”, „Uśmiechnięte twarze”)

- Ada Lyons – zdjęcia
- M. Wasążnik – zdjęcia
- R. Sobociński – zdjęcia
- Ilko Kruszwili – okładka
- Piotr Obal – okładka
- Ida Zwierzchowska – design
- Paweł „Kelner” Rozwadowski – design